# Канді Бауер
Канді Бауер (нім. Candy Bauer) — німецький бобслеїст,  олімпійський чемпіон. 
Золоту олімпійську медаь та звання олімпійського чемпіона Бауер виборов на Пхьончханській олімпіаді 2018 року на змаганнях на бобах-четвірках.

## Олімпійські ігри
| Рік  | Місце проведення          | Четвірки |
| ---- | ------------------------- | -------- |
| 2018 | Пхьончхан, Південна Корея | 1        |
| 2022 | Пекін, Китай              | 1        |

## Виступи на чемпіонатах світу
| Рік  | Місце проведення      | Четвірки |
| ---- | --------------------- | -------- |
| 2015 | Вінтерберг, Німеччина | 4        |
| 2016 | Інсбрук, Австрія      | 2        |
| 2017 | Кенігсзе, Німеччина   | 1        |
| 2019 | Вістлер, Канада       | 1        |
| 2020 | Альтенберг, Німеччина | 1        |
| 2021 | Альтенберг, Німеччина | 1        |

## Виступи на чемпіонатах Європи
| Рік  | Місце проведення       | Четвірки |
| ---- | ---------------------- | -------- |
| 2016 | Санкт-Моріц, Швейцарія | 4        |
| 2017 | Вінтерберг, Німеччина  | 4        |
| 2018 | Інсбрук, Австрія       | 2        |
| 2019 | Кенігсзе, Німеччина    | 3        |
| 2020 | Вінтерберг, Німеччина  | 2        |
| 2021 | Вінтерберг, Німеччина  | 1        |

## Зовнішні посилання
- Досьє на сайті FIBT [Архівовано 28 лютого 2018 у Wayback Machine.]

## Виноски
1. ↑  World Athletics database
2. ↑  Candy Bauer. Pyeongchang 2018. Архів оригіналу за 24 лютого 2018. Процитовано 23 лютого 2018.
3. ↑  Four-man results (PDF). Архів оригіналу (PDF) за 25 лютого 2018. Процитовано 17 березня 2018.